# Компартмент-синдром
Компартмент-синдром, синдром стиснення м'язів — сукупність змін на основі підвищення тиску у обмеженому просторі організму. Зустрічається у двох формах: абдомінальна і міофасціальна (місцевий гіпертензійний ішемічний синдром). Синдром найчастіше виникає в ділянці передпліччя або гомілки. У галузі інтенсивної медицини, компартмент-синдром абдомінального (черевного) відділу, часто пов'язують з розривом аневризми аорти .
Компартмент-синдром спричиняє через підвищення тиску в м'язових «ложах» передпліччя або гомілки, пошкодження кровоносних судин, м'язів та нервів (звідси термін «синдром ложа»). Підвищений тиск в розмежованих фасціями м'язових групах, призводить до порушень кровообігу у відповідній області, і таким чином, до пошкодження нервів та м'язів.

## Епідеміологія
Компартмент-синдром є другим за поширеністю ускладненням при переломах гомілки (після тромбозу глибоких вен ноги).[джерело?]

## Причини

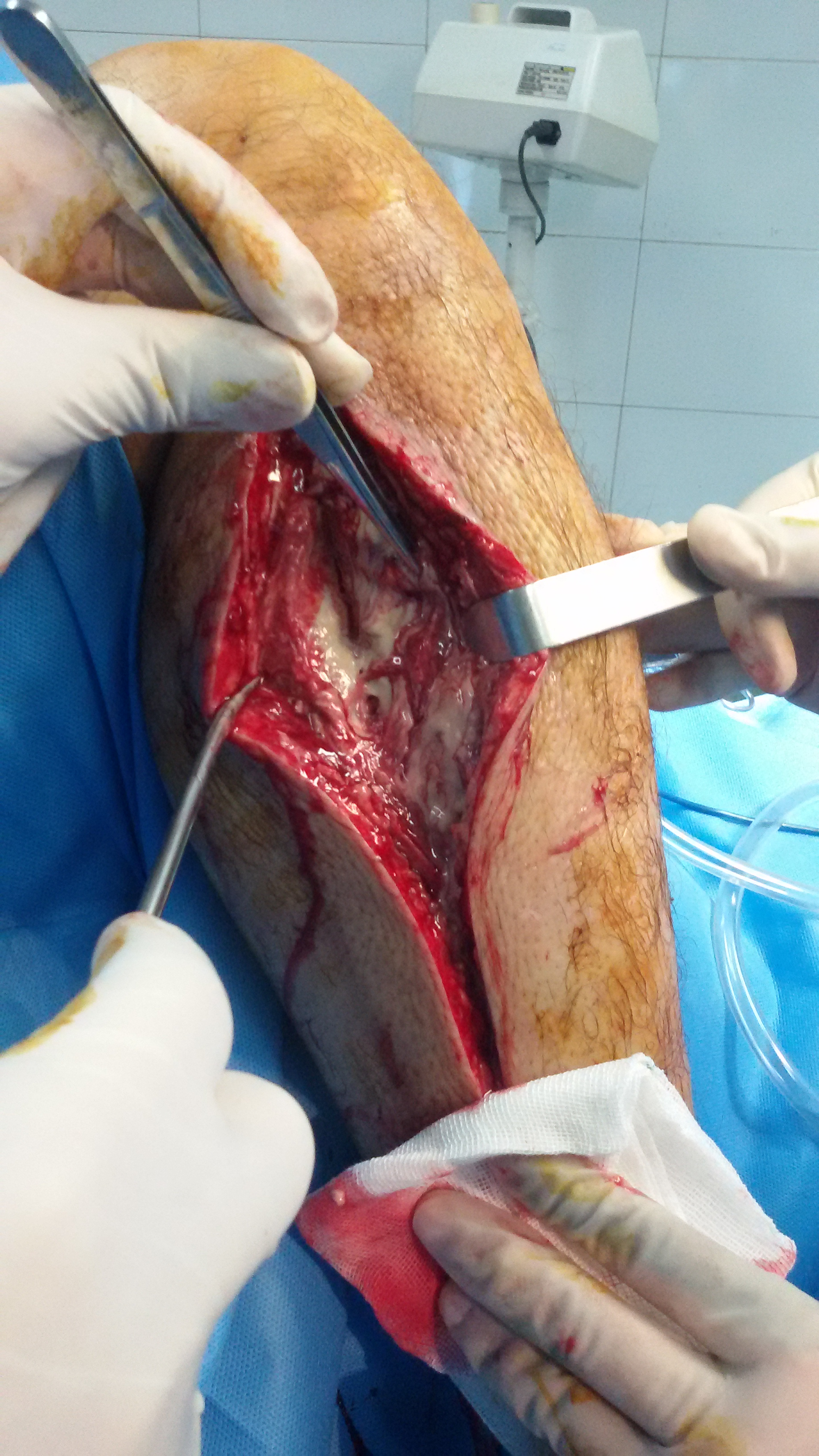

Підвищення тиску викликається гематомою або набряком, що виникає, коли тканина прямо чи опосередковано піддається зовнішньому пошкодженню, наприклад, у випадку травми. Це викликає набряк м'язових груп, відділів або м'язових лож. Фасція здатна розтягуватись лише до певного моменту, в подальшому це збільшує тиск всередині м'язових лож на навколишні судини, що забезпечують перфузію м'язів, та на нерви. Як наслідок, підвищений тиск призводить до зниження припливу крові до м'язів, та порушення їх іннервації. Обмеження кровопостачання в подальшому призводить до зниження та порушення обміну речовин (на рівні уражених тканин) . При гострій формі синдрому, в гіршому випадку, це призводить до некротизації, загибелі тканин та нервово-м'язових пошкоджень. При хронічній формі синдрому, ризики не такі великі, оскільки обмеження кровопостачання менше.
Компартмент- синдром виникає майже виключно в гострій формі після переломів кісток, гематом, під час, або безпосередньо після надмірного навантаження на тканини (після тривалих маршів, або середнього забігу, марафонів, у біатлоністів), об'єм м'яза при навантаженні занадто швидко збільшується. Це означає, що фасції, що оточують м'язові групи, ще недостатньо пристосовані до збільшення об'єму, що призводить до підвищення тиску в їх ложах.
Відомі також випадки, коли прийом антикоагулянтів для пригнічення згортання крові сприяв появі компартмент- синдрому. Дуже рідко спостерігається підвищення тиску через бактеріальне запалення, напр. через укуси комах.
На відміну від вищезазначених форм, абдомінальний компартмент-синдром є небезпечним для життя пацієнта (невідкладний стан). Розрізняють первинну та вторинну форму. Первинний компартмент-синдром може виникнути, як ускладнення перитоніту, панкреатиту або мезентеріального інфаркту. Вторинна форма обумовлена оперативним втручанням.

## Класифікація
За клінічним перебігом розрізняють:
- Гострий компартмент-синдром
- Хронічний компартмент-синдром

Класифікація міофасціального компартмент-синдрому за ступенем тяжкості:
- Легкий ступінь — дистальний сегмент кінцівки теплий на дотик, пульс на магістральних артеріях збережений. Рівень підфасціального тиску — на 40 мм рт.ст нижче діастолічного.
- Середній ступінь — температура шкіри ураженої кінцівки менше, ніж на здоровий. Спостерігається гіперстезія або анестезія пальців кінцівки. Пульс ослаблений. Підфасціальний тиск дорівнює діастолічному.
- Важкий ступінь — пульс на магістральних артеріях відсутній. Анестезія пальців. Рівень підфасціального тиску вище діастолічного.

Відповідно до «World society of the abdominal compartment syndrome» визначають 4 ступені внутрішньочеревної гіпертензії :
- 1-й ступінь — тиск 12-15 мм рт.ст. (1.6-2 кПА);
- 2-й ступінь — тиск 16-20 мм рт.ст. (2.1-2,7 кПА);
- 3-й ступінь — тиск 21-35 мм рт.ст. (2,8-3,3 кПА);
- 4-й ступінь — тиск понад 35 мм рт. ст. (понад 3,3 кПа).

## Клініка та діагностика
Болючі, напружені м'язи → біль при напруженні м'язів → спонтанний біль у м'язах, як ознака ішемії → розлади чутливості (пізні ознаки). Ці симптоми є тривожними сигналами, особливо у випадку операцій після травм.
Синдром черевного відділу має кілька наслідків. По-перше, знижується зворотній тік крові до серця, а отже, знижується серцевий викид. З іншого боку, у подальшому перебігу виникають проблеми з диханням у пацієнта, оскільки підвищений тиск у черевній порожнині передається на грудну клітку через діафрагму та здавлює легені. Як результат, для досягнення достатнього насичення крові киснем необхідний вищий тиск вентиляції. Окрім місцевих порушень кровообігу, підвищення внутрішньочеревного тиску, також порушується робота інших важливих органів таких як: печінка, підшлункова залоза та нирки(розвиток гострої ниркової недостатності). У кишечнику порушений кровообіг може викликати ураження слизової оболонки кишечника, що може спричинити бактеріальні інфекції, перитоніт, кишкову непрохідність, некроз стінки кишечника. Також може спостерігатись знижений приплив крові до мозку.
Діагноз може бути встановлений пальпацією і — більш надійно — за допомогою зонду для вимірювання тиску у відповідному відділенні, якщо підфасціальний тиск перевищує критичний рівень (на 40 мм рт.ст. нижче діастолічного тиску). Підвищення тиску до 40 мм рт.ст. протягом 4-6 год. може призвести до розвитку ішемії. Обов'язковим є контроль лабораторних параметрів функції нирок, через загрозу розвитку гострої ниркової недостатності (ШКФ, креатинін, рівень електролітів в крові, лактат, діурез).
Вимірювання підфасціального тиску [Архівовано 3 Листопада 2020 у Wayback Machine.](англ.)

## Лікування

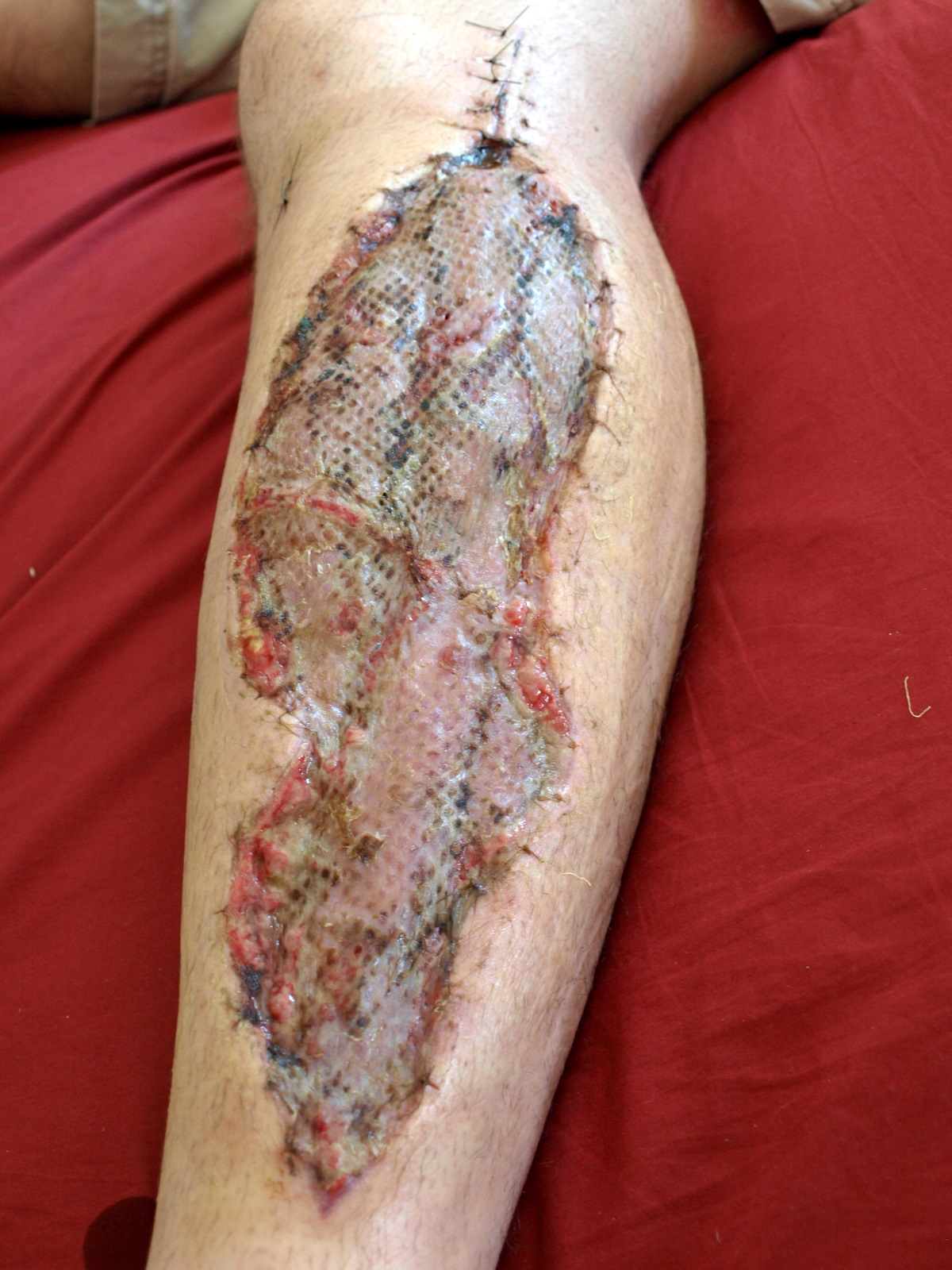
Оперативно лікований компартмент — синдром.

Під час лікування синдрому слід розрізняти гостру та хронічу форми. При гострій формі — фасціотомія — це лікування вибору: терапія ураженої ділянки шляхом хірургічного екстреного розщеплення м'язових лож (інцізія), або у випадку абдомінального компартменту, екстрене оперативне відкриття черевної порожнини (лапаротомія).
Після того, як набряк зменшився, та наявні ділянки грануляції, рану зазвичай закривають вторинним швом, або розщепленим шкірним трансплантатом. В області живота встановлюють хірургічні сітки, або виконують клаптеві пересадки.
У разі хронічного перебігу, застосовується консервативна терапія: слід застосовувати охолодження, підвищення рівня та зменшення напруги на уражені м'язи. Відповідно слід уникати спортивного навантаження. Завдяки покращеному притоку крові до м'язів, фасції краще забезпечуються поживними речовинами.

## Ускладнення
Відсутність або навіть затримка лікування призводить до постійного пошкодження нервів то судин. Наслідками цього є параліч або навіть втрата ураженої кінцівки. На передпліччі може розвинутися типова контрактура Фолкмана, яка характеризується жорсткістю суглоба зі згинанням в зап'ясті.
Масштабне пошкождення м'язів (рабдоміоліз) та порушення кровообігу, призводить до накопичення шкідливих продуктів обміну речовин, які можуть мати серйозні наслідки, портапляючи через кров, наприклад в нирки (гостра ниркова недостатність) . Високий рівень вивільнення міоглобіну в гіршому випадку може призвести до смерті.